# 朗兹韦勒
朗兹韦勒（法語：Ranzevelle，法語發音：[ʁɑ̃zvɛl]）是法国上索恩省的一个市镇，属于沃苏勒区。

## 地理
朗兹韦勒（47°54'25"N, 5°59'8"E）面积2.38 平方千米，位于法国勃艮第-弗朗什-孔泰大區上索恩省，该省份为法国东部内陆省份，北起顺时针与孚日省、贝尔福地区省、杜省、汝拉省、科多尔省和上马恩省接壤。
与朗兹韦勒接壤的市镇（或旧市镇、城区）包括：科尔、艾塞和里什库尔、奥尔穆瓦。

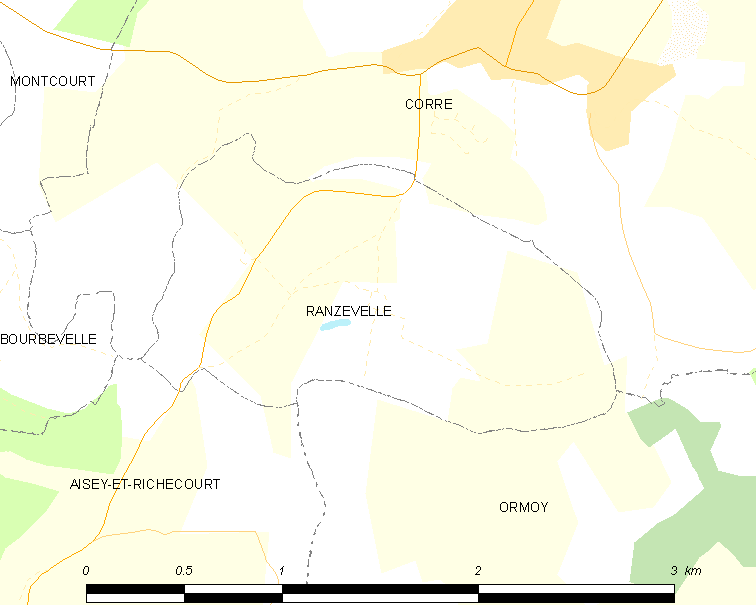
朗兹韦勒的OSM定位图

朗兹韦勒的时区为UTC+01:00、UTC+02:00（夏令时）。

## 行政
朗兹韦勒的邮政编码为70500，INSEE市镇编码为70437。

## 政治
朗兹韦勒所属的省级选区为瑞塞县。

## 人口

1962-2008年间朗兹韦勒人口变化图示

朗兹韦勒于2022年1月1日时的人口数量为16人。